# 優しい忘却
「優しい忘却」（やさしいぼうきゃく）は、茅原実里の楽曲。8枚目のシングルとして2010年2月24日にGloryHeavenから発売された。

## 概要
表題曲・収録曲の「優しい忘却」は劇場版アニメ『涼宮ハルヒの消失』の主題歌に使用されており、テーマソングには「優しい忘却」が、エンディングテーマには「優しい忘却 -sonority-」が使われている。本作のPVおよびジャケット写真は涼宮ハルヒシリーズの舞台のモデルである兵庫県立西宮北高等学校で撮影された。楽曲自体は切なくも感動的なナンバーに仕上がっている。また、2011年3月5日に行われた第5回声優アワードにて表題曲が歌唱された。なお、同賞で歌唱が行われたのは茅原が初であった。
前作「PRECIOUS ONE」から約2ヶ月ぶりのリリースとなる。CDジャケットには、同アニメにおいて茅原が演じる長門有希が描かれている。また、シングルタイトルが日本語であるのは4枚目のシングル『雨上がりの花よ咲け』以来である。
2009年12月23日に発売となったシングル『PRECIOUS ONE』と2010年2月17日に発売されたアルバム『Sing All Love』、そして本作の初回生産分に封入されるそれぞれ異なる応募券を集めることによる連動キャンペーンが実施され、当選者は2010年4月3日に実施された茅原実里スペシャルイベント『茅原実里のradio minorhythm』の公開録音に招待された。
2010年4月7日発売の『Message 03』に表題曲のPVが、同作と2010年12月18日発売の『涼宮ハルヒの消失』のDVD, Blu-ray Discの初回限定版にPVのメイキング映像が新規収録されている。
本作品は2012年に発売されたアルバム『D-Formation』に収録されておらず、茅原の歌手活動再開後のシングルでアルバムに収録されていない唯一の作品であったが、2014年発売のベストアルバム『SANCTUARY 〜Minori Chihara Best Album〜』でアルバムに初収録された。

## 収録曲
（全作詞：畑亜貴、作曲：伊藤真澄、歌詞原案：谷川流）
1. 優しい忘却 [5:39]
編曲：虹音
劇場版『涼宮ハルヒの消失』のテーマソングになっていて、消失はSOS団にとってとても大事なエピソードであり、茅原が演じる長門有希がキーパーソンになっている。そういう理由もあり、今回は有希の気持ちをア・カペラで唄ってほしいという話がきたという[8]。
茅原の人生の転機となった長門有希との出会いには、心から感謝をしており、この出会いがなければ私がこうして存在することはできなかったはずと語っている。作品に対しての想い、キャラクターに対しての想いを詰め込んで唄ったと語っている[8]。
2. 優しい忘却 -sonority- [4:33]
ア・カペラバージョン。実際に映画『涼宮ハルヒの消失』で使われたのはこちらだが、主題歌の楽曲名は「優しい忘却」と表記されている。
3. 優しい忘却 -sincerity- [5:11]
編曲：伊藤真澄
4. 優しい忘却〜或る日の夢 [3:12]

## タイアップ
| 曲名                  | タイアップ                                   |
| --------------------- | -------------------------------------------- |
| 優しい忘却            | 劇場版『涼宮ハルヒの消失』テーマソング       |
| 優しい忘却 -sonority- | 劇場版『涼宮ハルヒの消失』エンディングテーマ |

## 収録作品
| 発売日         | タイトル                                                         | 備考                          |
| 優しい忘却     | 優しい忘却                                                       | 優しい忘却                    |
| -------------- | ---------------------------------------------------------------- | ----------------------------- |
| 2010年4月7日   | Message 03                                                       | 3作目のミュージッククリップ。 |
| 2010年11月10日 | Minori Chihara Live Tour 2010 〜Sing All Love〜 LIVE DVD/Blu-ray | 3作目のライブ・ビデオ。       |
| 2012年11月14日 | Minori Chihara Live 2012 ULTRA-Formation LIVE Blu-ray            | 6作目のライブ・ビデオ。       |
| 2013年1月25日  | Minori Chihara Live 2012 ULTRA-Formation LIVE DVD                | 6作目のライブ・ビデオ。       |

## クレジット
| Performed by 茅原実里       | Performed by 茅原実里                       |
| --------------------------- | ------------------------------------------- |
| Producer                    | 斎藤滋（Lantis）                            |
| Mixing engineer             | 小林敦                                      |
| Mixing engineer             | 内藤岳彦                                    |
| Studio                      | Magic Garden                                |
| Studio                      | Sound City                                  |
| Mastering engineer          | 袴田剛史（FLAIR MASTERING WORKS）           |
| Art direction & design      | 吉野磨衣子                                  |
| Photography                 | 円山正史                                    |
| Styling                     | 北川幸江（Q's）                             |
| Hair & Make-up              | CHICA                                       |
| Creative producer           | 小島冬樹（Lantis）                          |
| Promotion producer          | 鈴木めぐみ（Lantis）                        |
| Sales promotion producer    | 佐橋計（Lantis）                            |
| Sals promotion              | 臼倉竜太郎（Lantis）                        |
| A&R                         | 太田淳（Lantis）                            |
| Executive promoter          | 松村起代子（Lantis）                        |
| Thanks                      | POPHOLIC                                    |
| Thanks                      | FACE MUSIC                                  |
| Thanks                      | HOT WAVE                                    |
| Artist brand management     | 瀬野大介（avex Planning & Development）     |
| Artist management assistant | 佐々木真理英（avex Planning & Development） |
| Supervisor                  | 本多健二（avex Planning & Development）     |
| Excutive producer           | 井上俊次（Lantis）                          |
| Excutive producer           | 青木義人（avex Planning & Development）     |
| Special thanks              | SOS団                                       |
| Special thanks              | 角川書店                                    |
| Special thanks              | 京都アニメーション                          |
| Special supporter           | m.s.s members                               |
| Very special thanks         | ALL FANS                                    |
| Fan Club Staff              | 大塚靖子                                    |
| Fan Club Staff              | 安田まどか                                  |
| Fan Club Staff              | 太田好美                                    |
| Fan Club Staff              | 有馬幸宏                                    |
| Fan Club Staff              | 成田奈穂（ROM SHARING）                     |

### CDジャケット
| 原画 | 池田晶子   |
| 着色 | 今泉ひとみ |
| 背景 | 田村せいき |
| CG   | 船本孝平   |

### 参加ミュージシャン
| 優しい忘却 | 優しい忘却             |
| ---------- | ---------------------- |
| Guitar     | 飯室博                 |
| Strings    | 大先生室屋ストリングス |

| 優しい忘却 -sincerity- | 優しい忘却 -sincerity- |
| ---------------------- | ---------------------- |
| Piano                  | 伊藤真澄               |
| Strings                | 大先生室屋ストリングス |

| 優しい忘却〜或る日の夢 | 優しい忘却〜或る日の夢 |
| ---------------------- | ---------------------- |
| Piano                  | 伊藤真澄               |
| Violincello            | 江口心一               |
| Violincello            | 多井智紀               |